# Prefektura Ōita
Prefektura Ōita (jap. 大分県 Ōita-ken) – prefektura w północno-wschodniej części wyspy Kiusiu (Kyūshū), w Japonii. Jej stolicą jest miasto Ōita.

## Geografia
Prefektura położona jest w północno-wschodniej części wyspy Kiusiu. Między północną i południową częścią prefektury znajduje się główna linia tektoniczna biegnąca od miasta Usuki do Yatsushiro (w prefekturze Kumamoto). Znajduje się tu także kilka innych linii tektonicznych biegnących ze wschodu na zachód prefektury. Północna część prefektury zbudowana jest z granitów i skał metamorficznych, podczas gdy południowy obszar zbudowany jest z wapienia, który jest podstawą dla przemysłu cementowego miasta Tsukumi. Wulkaniczne pasmo Kirishima przebiegające pionowo przez prefekturę przyczyniło się do powstania wielu gorących źródeł, które stały się popularną atrakcją turystyczną regionu. W prefekturze Ōita znajduje się największa liczbę gorących źródeł w całym kraju.
Najwyższe szczyty: Kujū (1787 m n.p.m.), Sobo (1756 m n.p.m.), Yufu (1584 m n.p.m.) Tsurumi (1375 m n.p.m.). Główne rzeki: Yamakuni, Yakkan, Ōita, Ōno, Banjō.
Szczyt Kujū otoczony jest wyżynami Kujū oraz Handa. Znajdują się tu także otwarte równiny: Nakatsu na północy, Ōita w centrum i Saiki na południu. Ōita posiada 759 kilometrów wybrzeża, z mieliznami na północy, zatoką Beppu w centrum i wybrzeżem riasowym na południu. Klify, jaskinie i osadowe formacje skalne, które można znaleźć na wyspie Yakata, uważane są za bardzo rzadko występujące poza terenami raf. Wody przybrzeżne regionu przyczyniają się do rozwoju rybołówstwa.
W dniu 31 marca 2008 roku 28% całkowitej powierzchni lądowej prefektury zostało oznaczone jako obszary chronione, a mianowicie:
- parki narodowe: Park Narodowy Aso-Kujū, Park Narodowy Seto Naikai;
- quasi-parki narodowe: Quasi-Park Narodowy Nippō Kaigan, Quasi-Park Narodowy Sobo-Katamuki, Quasi-Park Narodowy Yaba-Hita-Hikosan;
- parki przyrody: Prefekturalny Park Przyrody Bungo Suidō, Prefekturalny Park Przyrody Jinkakuji Serikawa, Prefekturalny Park Przyrody Półwyspu Kunisaki, Prefekturalny Park Przyrody Sobo Katamuki, Prefekturalny Park Przyrody Tsue Sankei.

## Miasta
Miasta prefektury Ōita:

- Beppu
- Bungo-ōno
- Bungotakada
- Hita
- Kitsuki
- Kunisaki
- Nakatsu
- Ōita
- Saiki
- Taketa
- Tsukumi
- Usa
- Usuki
- Yufu

### Miasteczka i wioski
- Powiat Hayami
  - Hiji
- Powiat Higashi-Kunisaki
  - Himeshima
- Powiat Kusu
  - Kokonoe
  - Kusu

## Galeria

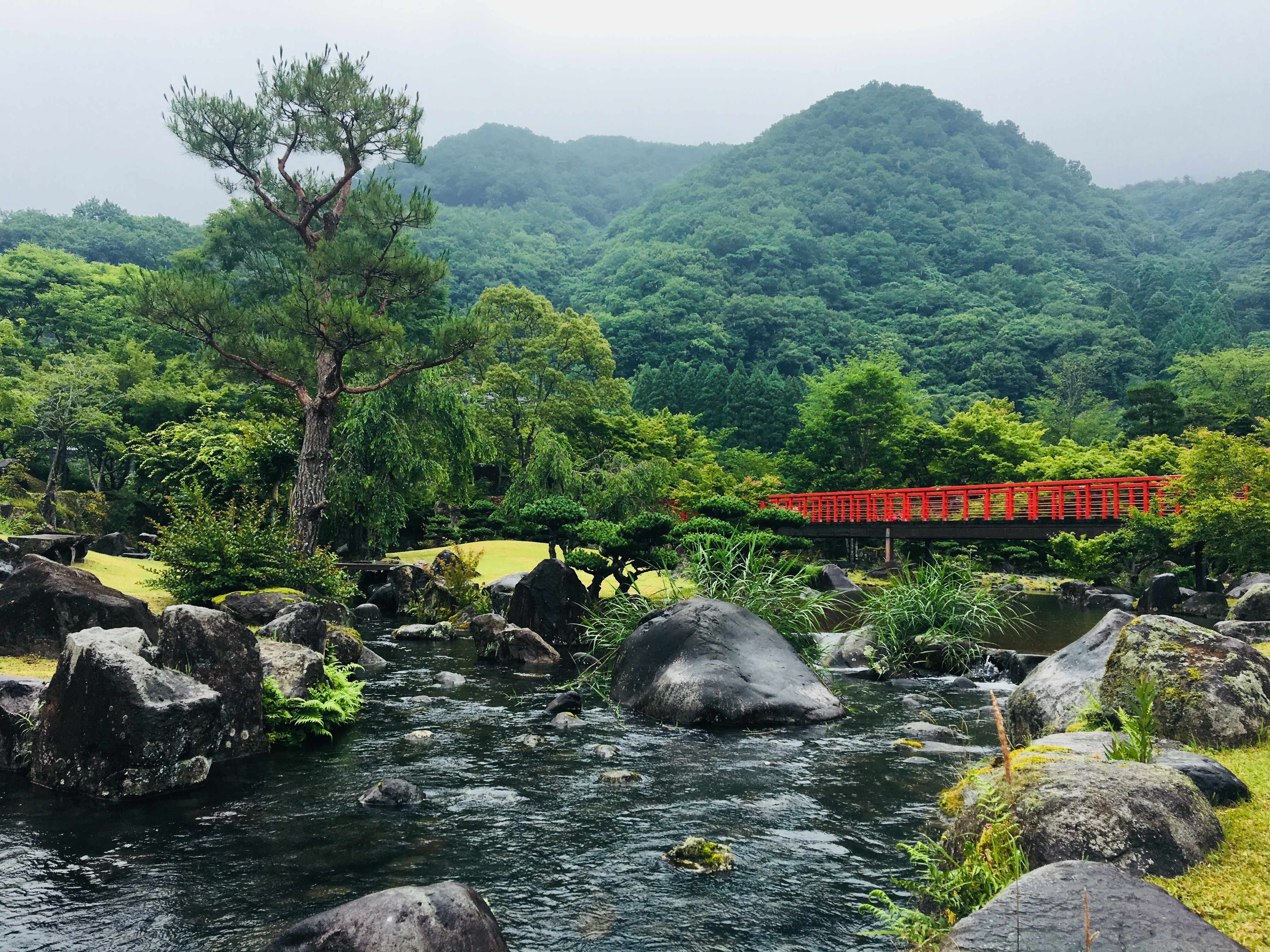
Park w Nakatsu
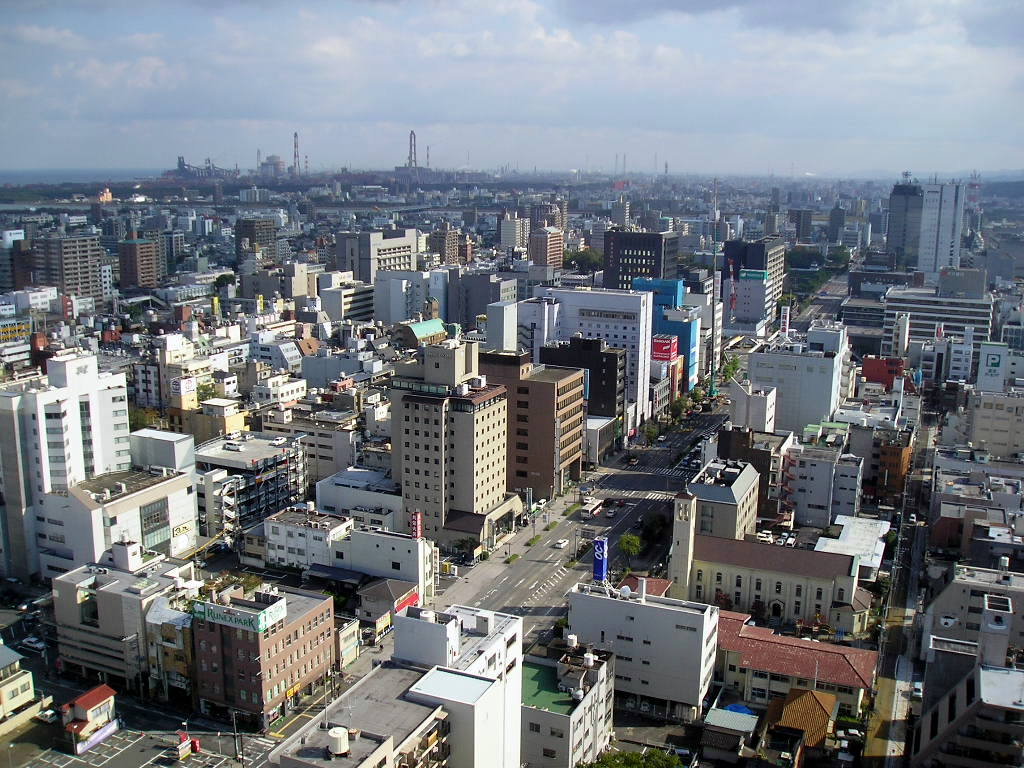
Panorama miasta Ōita
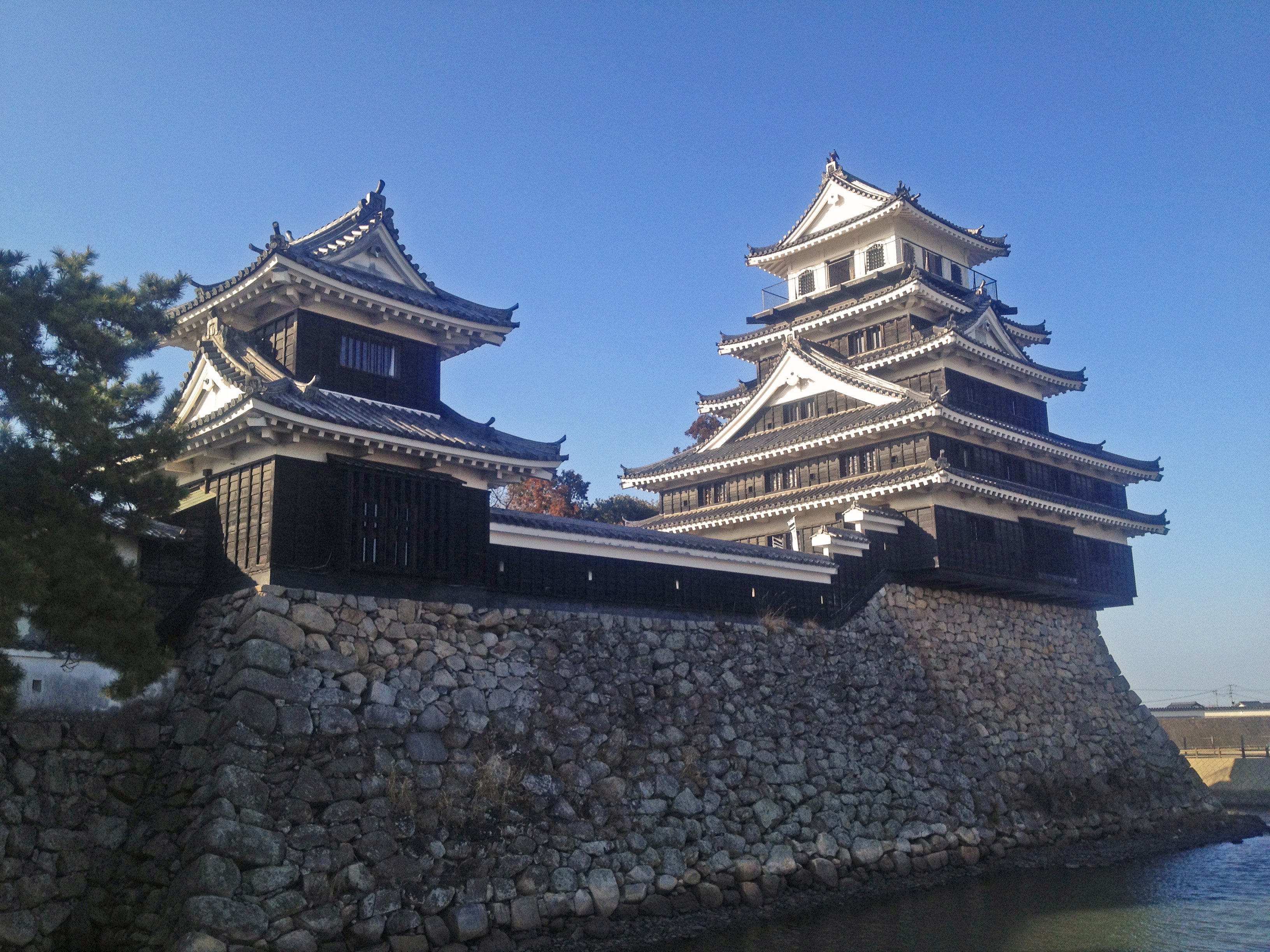
Zamek Nakatsu
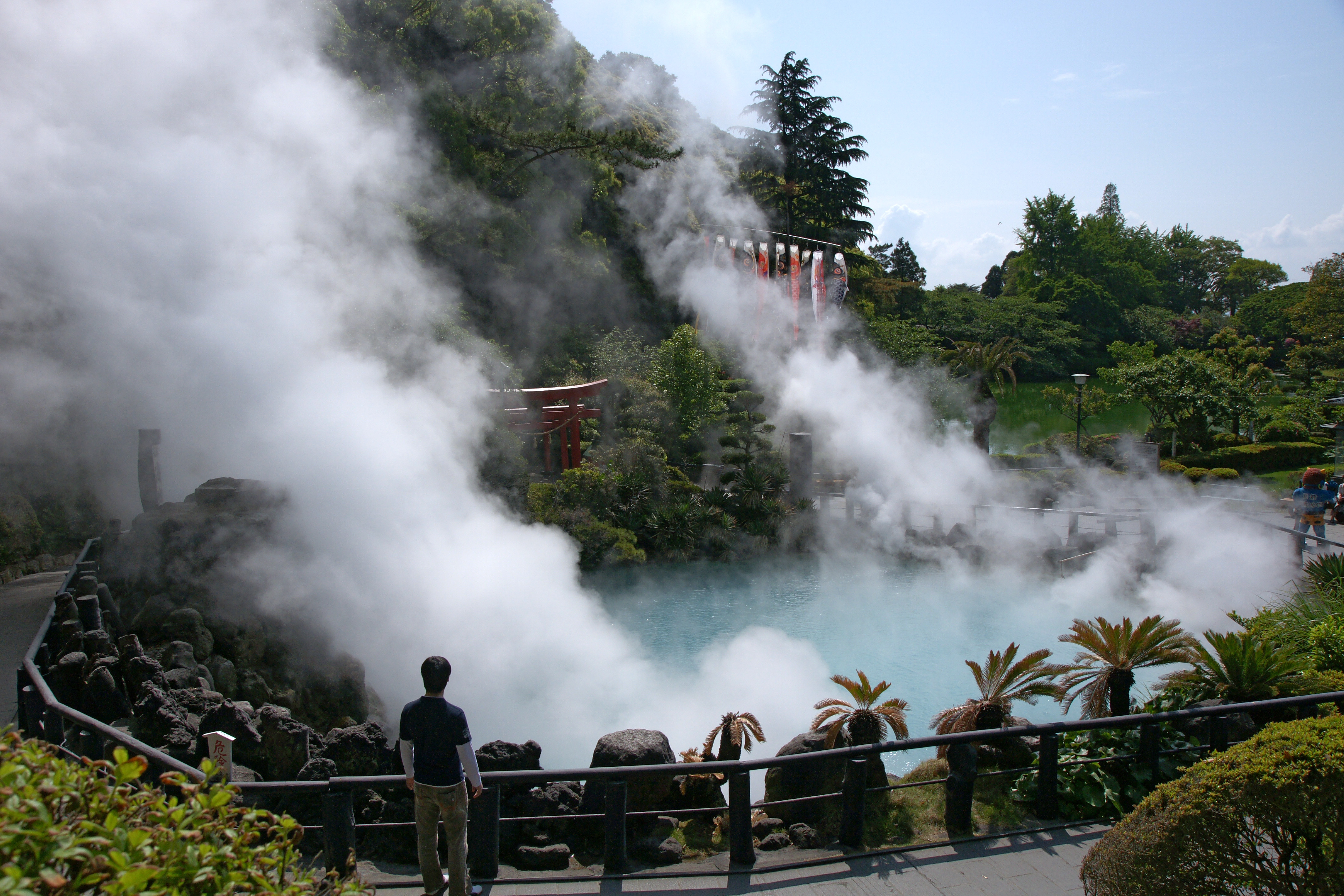
Gorące źródła w Beppu